# Big River (vattendrag i Kanada, Northwest Territories)
Big River är ett vattendrag i Kanada.   Det ligger i territoriet Northwest Territories, i den norra delen av landet, 3 900 km nordväst om huvudstaden Ottawa.
Trakten runt Big River består i huvudsak av gräsmarker. Trakten runt Big River är nära nog obefolkad, med mindre än två invånare per kvadratkilometer.